# Otok Wake
Otok Wake (također poznat i kao Atol Wake) je koraljni atol u sjevernom dijelu Tihog oceana, smješten na dvije trećine puta od Honolulua (3.700 km zapadno) do Guama (2.430 km istočno). Dužina obale iznosi 19 km. Radi se o neinkorporiranom državnom području SAD, kojim upravlja Ured za otočne poslove (engl. Office of Insular Affairs) Ministarstva unutrašnjih poslova SAD. Pristup otoku je ograničen i uglavnom svim aktivnostima na otoku koordiniraju Ratno zrakoplovstvo SAD-a i Kopnena vojska SAD-a. Na otoku je smještena i zrakoplovna baza s pistom dugom 3.000 m.

## Vanjske poveznice
- http://www.astronautix.com/sites/waksland.htm